# Nicolas Antoine Boulanger
Nicolas Antoine Boulanger (ur. 1722 w Paryżu, zm. 1759) – francuski filozof, przedstawiciel Oświecenia, z zawodu inżynier. Był współpracownikiem Encyclopédie.

## Życiorys
Boulanger studiował matematykę oraz języki antyczne. Pracował jako inżynier. Jest autorem kilku prac w których wskazywał, że wierzenia i praktyki religijne zrodziły się ze strachu ludzi przed skutkami katastrof. Jego najważniejsze rozprawy to: Recherches sur l'origine du despotisme oriental (1761) oraz L'Antiquité dévoilée par ses usages, ou Examen critique des principales opinions, cérémonies et institutions religieuses et politiques des différents peuples de la terre (1766).
Prace Boulangera i Charlesa Dupuisa miały wpływ na rozwój nowoczesnego religioznawstwa.